# Dynamische Raumgeometrie

In der Abbildung sieht man den Schnitt eines Doppelkegels mit einer Ebene, einen sogenannten Kegelschnitt. Im gewählten Fall handelt es sich um zwei Hyperbeln. Der Kegel entstand als Ortsfläche bei der Verfolgung eines Kreises, der Kegelschnitt als Ortslinie.

Die dynamische Raumgeometrie ist ein recht junger Zweig der dynamischen Geometrie. Ebenso wie im zweidimensionalen Fall versteht man darunter das interaktive Erstellen geometrischer Konstruktionen am Computer. Der Begriff der geometrischen Konstruktion wird hier auf naheliegende Weise auf den Raum verallgemeinert. Zu den Konstruktionen mit Zirkel und Lineal werden Konstruktionen mit Kugelzirkel und Ebenenlineal hinzugefügt. „Dynamisch“ bedeutet in diesem Zusammenhang, dass Basispunkte frei bewegt werden können (vgl. Zugmodus).
Während die synthetische Geometrie in der Ebene eine jahrtausendealte Tradition hat, wird die synthetische Geometrie im Raum bisher noch kaum betrieben. Auch in den Lehrplänen der allgemeinbildenden Schulen findet Raumgeometrie fast ausschließlich im Rahmen der analytischen Geometrie statt. Untersuchungen, ob ein synthetischer Ansatz beispielsweise die Raumvorstellung besser schulen würde als der übliche, recht abstrakte, analytische Weg, stehen noch aus. Dies ist einer der Gründe dafür, dass es im Gegensatz zur Situation bei den dynamischen Geometrieprogrammen für Konstruktionen in der Ebene bisher erst wenige Programme gibt, die das Konzept der dynamischen Raumgeometrie umsetzen.

## Software
Im Jahr 2003 wurde die Raumgeometriesoftware „Descartes3D“ veröffentlicht, das speziell für die Oberstufen- und Hochschulmathematik hergestellt wurde. Durch die Unterstützung von 3D-Brillen erscheinen die Darstellungen bei Bedarf wirklich dreidimensional vor dem Bildschirm. Descartes ist wegen des fehlenden Zugmodus und der fehlenden Ortslinien / -flächen aber kein dynamisches Raumgeometrieprogramm im eigentlichen Sinne.
2004 veröffentlichte die Firma Cabrilog, die auch schon als Pionier der dynamischen Geometrie im Zweidimensionalen gelten darf, ihre dynamische Raumgeometriesoftware „Cabri3D“. Die 2006 erschienenen Programme „Archimedes Geo3D“ und „Vektoris3D“ bieten ähnliche Eigenschaften, setzen im Detail aber jeweils andere Schwerpunkte. Während die Auswahl an Basisobjekten kleiner ist als bei Descartes3D und Cabri3D (es fehlen etwa Zylinder und Kegel sowie die platonischen Körper), ermöglicht es über Makros das Nachrüsten eigener Befehle. Ferner erweitert Archimedes das von zweidimensionalen dynamischen Geometrieprogrammen her bekannte Konzept der Ortslinie zu Ortslinien und -flächen im Raum. Schließlich verfügt es über eine flexible Termeingabe. Die Navigation in der Zeichnung orientiert sich stärker an gängigen 3D-Spielen als bei Descartes3D oder Cabri3D und ermöglicht etwa stufenloses hineinzoomen.
Von kapieren.de und dem Ernst Klett Verlag gibt es seit 2006 die Software Vektoris3D, die einen lehrplanorientierten Ansatz verfolgt mit Schwerpunkt auf Schulbuchinhalte und Präsentationscharakter. Die Software hat eine eigene Skriptsprache.
Seit dem Herbst 2014 verfügt die inzwischen weit verbreitete dynamische Geometrie-Software Geogebra in der Version 5.0 auch über einen 3D-Modus.